# Valérie Michaud
Valérie Michaud, née le 12 janvier 1970, est une golfeuse française.
Elle a été professionnelle sur le circuit européen de 1992 à 2005 ; depuis, elle enseigne son sport à Auteuil.

## Palmarès amateurs

### Individuel
- Vainqueur de l'open de Grande-Bretagne, en 1991;
- Médaille d'or par équipes aux Jeux méditerranéens de 1991 (à Athènes, avec Caroline Bourtayre et Anne Lanzerac);
- Championne de France, en 1991 (à Fontainebleau (Coupe Jean Desprez));
- Championne d'Italie, en 1991;
- Championne du Luxembourg, en 1989;
- Vice-championne de France, en 1990 (à Saint-Germain-lès-Corbeil);
- 3e des championnats d'Europe, en 1991;
- 4e des Jeux méditerranéens en individuel, en 1991.

### Double
- Championne de France, en 1988.

### - 21 ans
- Championne de France des Jeunes, en 1988 et 1989.

### Cadets
- Championne du "Castille Girls", en 1984.

## Palmarès professionnel
- National Omnium (Open de Dinard), en 1992;
- Open de Hollande, en 1992 (Open Leiden, Holliday Inn, au Rijswijkse Golfclub (nl));
- Grand Prix PGA France, en 2001;
- Championne de France des enseignants, en 2010 (à Marrakech).